# Барбареско (вино)

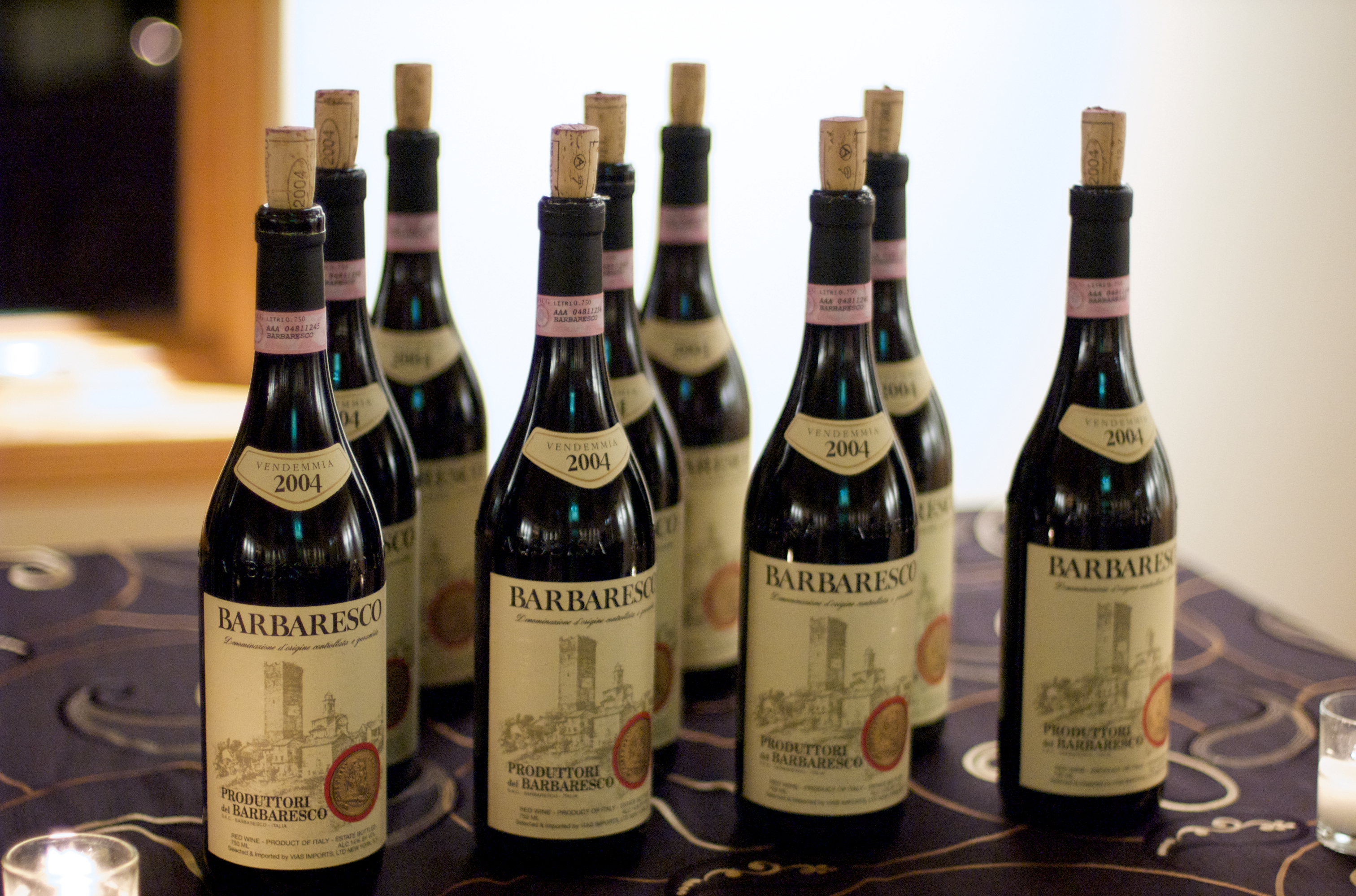
Барбареско

Барбареско (італ. Barbaresco) — італійське сухе червоне вино, виробляється у місцевості Ланге регіону П'ємонт. Виробляється з винограду сорту Неббіоло. Має найвищу категорію якості — Denominazione di Origine Controllata e Garantita (DOCG), яку виноробна зона отримала у 1980 році.
Сорт винограду Неббіоло відомий з давніх часів, але до ХІХ сторіччя з нього виготовляли солодкі вина або продавали виробникам Бароло. Днем народження Барбареско вважається 1894 рік, коли було засновано італ. Cantina Sociale di Barbaresco. Доміціо Кавацца, молодий агроном, що народився в Модені, був призначений директором-засновником Королівської енологічної школи Альби в 1881 році і купив ферму та виноградник в 1886 році. Він заклав свій виноградник з сорту Неббіоло, а потім з групою з дев'яти виробників заснував італ. Cantina Sociale, щоб виготовити вино, яке вперше було назване Барбареско. 
Ґрунти виноробної зони Барбареско складаються в основному з вапнякового мергелю. Її площа, як правило, поділяється на три регіони на основі основних міст області — Барбареско, Неїве і Треїзо. Ґрунт і клімат трьох областей є дуже однорідними один до одного.
Вино виробляють у двох версіях: італ. Barbaresco та італ. Barbaresco Riserva. Barbaresco — час витримки 26 місяців, з них 9 місяців у бочках. Barbaresco Riserva — 50 місяців, з них не менш 9 у бочках.
Аромат барбареско складний — пелюстки троянд, фіалки, черешня, малина, солодкі спеції. Колір гранатовий з помаранчевими відблисками. Вино елегантне та витончене. Має порівняно небагато танінів, завдяки чому його можна споживати у молодому віці. Але з іншого боку має великий потенціал зберігання, завдяки порівняно великому вмісту спирту (не менш 12,5°, зазвичай — біля 13,5°).